# Pöppinghausen
Pöppinghausen ist ein Stadtteil der Stadt Castrop-Rauxel im Kreis Recklinghausen in Nordrhein-Westfalen.

## Geographie
Pöppinghausen ist der westlichste Stadtteil von Castrop-Rauxel und besitzt einen ländlichen Charakter. Nachdem Pöppinghausen ursprünglich eine reine Streusiedlung war, entwickelte sich im Verlauf des 20. Jahrhunderts ein kleiner Siedlungskern. Der Stadtteil wird im Norden durch die Emscher und im Süden durch den Rhein-Herne-Kanal begrenzt. Im Westen grenzt Pöppinghausen an den Herner Stadtteil Horsthausen und im Osten an Bladenhorst. Größere Teile des Stadtteils werden landwirtschaftlich genutzt oder sind bewaldet.

## Geschichte
Pöppinghausen ist eine alte westfälische Bauerschaft und gehörte historisch zur Grafschaft Mark. Die erste urkundliche Erwähnung stammt aus dem Jahre 1220. Seit dem 19. Jahrhundert bildete Pöppinghausen eine Landgemeinde im Landkreis Bochum in der preußischen Provinz Westfalen. Die Gemeinde gehörte zunächst zum Amt Herne und ab 1897 zum Amt Baukau. Am 1. April 1908 wurde Pöppinghausen nach Bladenhorst eingemeindet. Bladenhorst wiederum war 1926 eine der Gründungsgemeinden der Stadt Castrop-Rauxel.
| Jahr | Einwohner | Quelle |
| ---- | --------- | ------ |
| 1829 | 228       | [ 2 ]  |
| 1871 | 285       | [ 3 ]  |
| 1885 | 390       | [ 4 ]  |
| 1895 | 442       | [ 5 ]  |
| 2018 | 774       | [ 6 ]  |
| 2021 | 763       | [ 7 ]  |

## Kirche

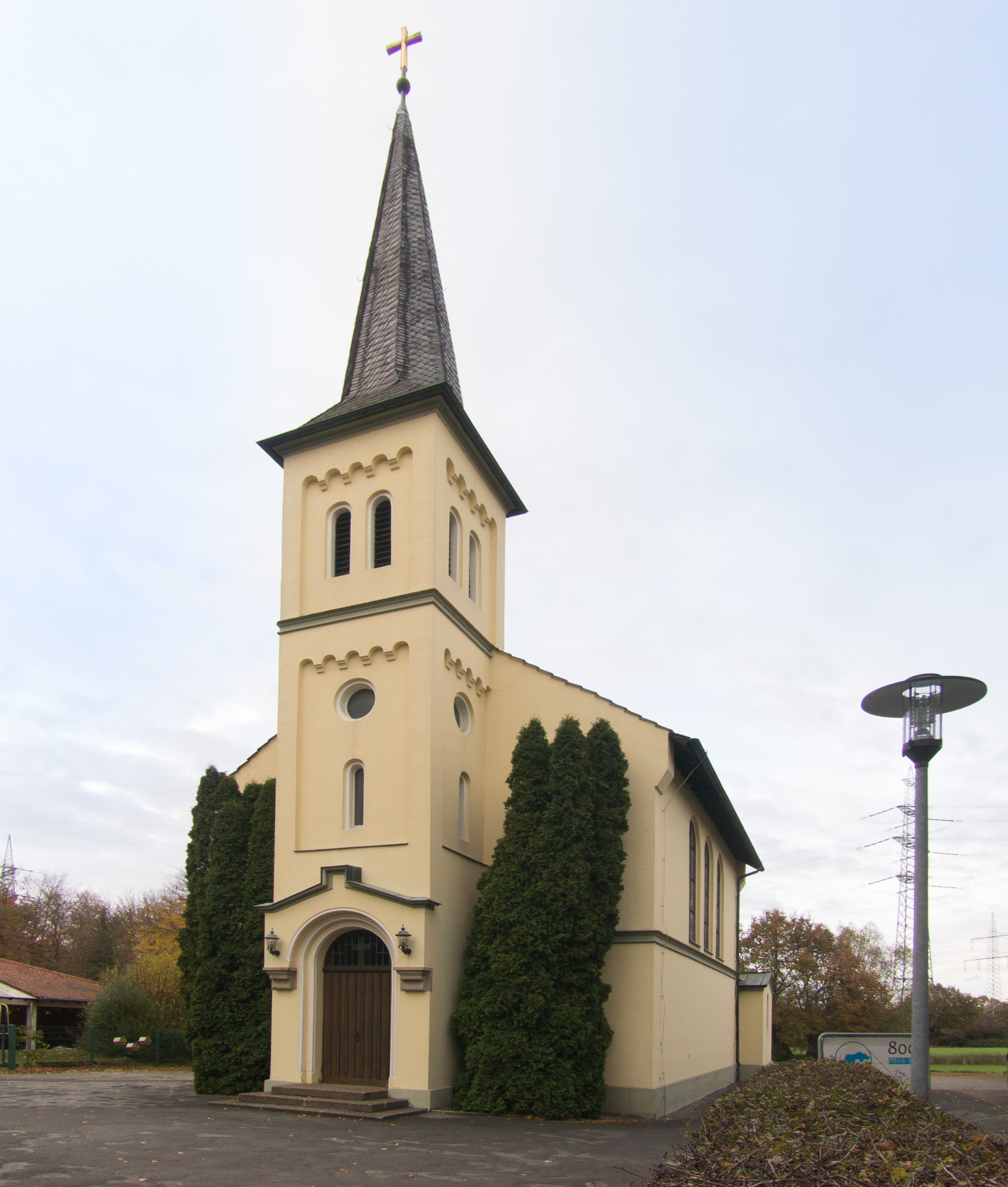
Evangelische Dorfkirche Pöppinghausen

Die evangelischen Christen in Pöppinghausen und Bladenhorst hatten seit alters das Recht, ihren Sonntagsgottesdienst in der Kapelle von Schloss Bladenhorst zu feiern. Als 1854 der Pfarrer Adolph Edmund Baedeker (aus der Essener Verlegerfamilie Baedeker) starb, weigerte sich der katholische Schlossbesitzer Freiherr von Romberg als Kirchenpatron, einen neuen evangelischen Pastor zu ernennen, sodass die staatliche Kirchenaufsicht einschritt und einen Pastor einsetzte. Der Freiherr von Romberg und die evangelische Gemeinde Bladenhorst / Pöppinghausen schlossen 1859 einen Vergleich, demzufolge der Schlossherr über die Schlosskapelle verfügen konnte und als Gegenleistung 20.000 Reichstaler für den Bau einer neuen Kirche zahlte. Diese wurde in Pöppinghausen gebaut. 1861 wurde die Dorfkirche Pöppinghausen fertiggestellt.

## Infrastruktur und Verkehr

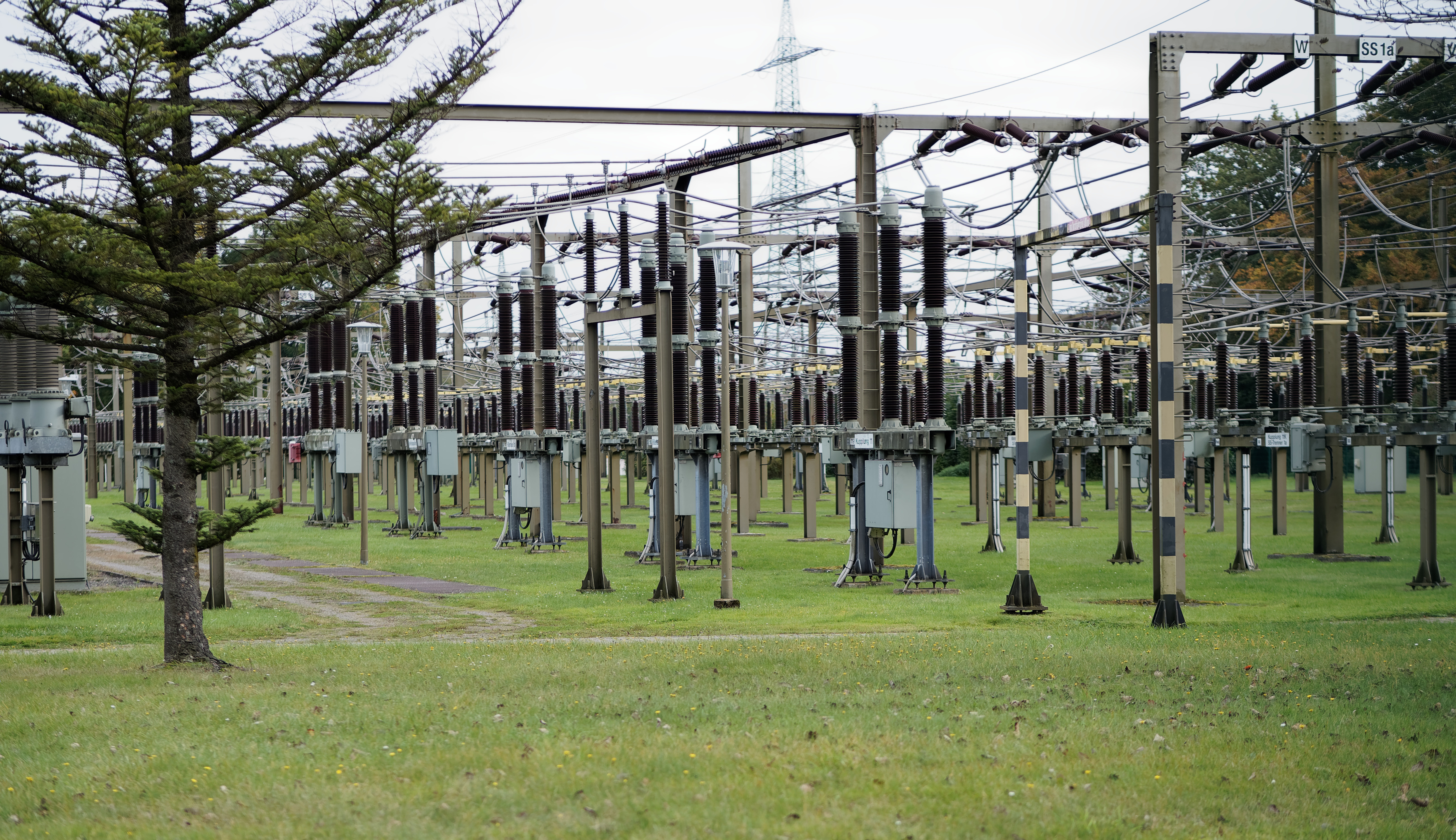
Amprion Schaltwerk

In Pöppinghausen befindet sich ein großes Umspannwerk der Amprion.
Quer durch Pöppinghausen führte die ehemalige Hafenbahn der Zeche König Ludwig in Recklinghausen. Sie diente der Anbindung der Zeche an den Hafen König Ludwig, der sich an der Pöppinghauser Seite des Rhein-Herne-Kanals befindet und heute als Marina genutzt wird. Die Trasse der Hafenbahn ist als „König-Ludwig-Trasse“ zu einem Fuß- und Radweg ausgebaut worden.
Durch Pöppinghausen verkehrt die VRR-Buslinie 237 der Vestischen Straßenbahnen. Sie bietet Verbindungen nach Recklinghausen und Castrop-Rauxel.
| Linie | Verlauf | Takt (Mo–Fr) |
| ----- | --- | ------------ |
| 237   | Recklinghausen Hbf – Hillen – Hillerheide – Röllinghausen – König Ludwig – Herne, Pantringshof – Castrop-Rauxel-Pöppinghausen – Habinghorst – Castrop-Rauxel Hbf – Europaplatz – Castrop Münsterplatz | 60 min       |

## Sport
Der SuS Pöppinghausen 1955 ist der örtliche Sportverein und stellt zwei Mannschaften.